# Mesoleius tibialis
Mesoleius tibialis là một loài tò vò trong họ Ichneumonidae.